# Ilmari Lahti
Veikko Ilmari Lahti (Mikkeli, 12 de novembre de 1907-30 d'octubre de 1964) va ser un lingüista, traductor i escriptor finlandès que s'interessà molt a les llengües romàniques, especialment el francès i l'occità gascó. Després d'haver treballat com a lector de finlandès a la Universitat de Greifswald (Pomerània Occidental, Alemanya), Ilmari Lahti ingressà l'any 1949 com a professor de lingüística romànica a la Universitat de Turku. Havia obtingut el seu doctorat el 1935 a la Universitat de Hèlsinki amb la seva tesi sobre les metàtesis de la r a les llengües romàniques. Lahti va escriure diversos llibres de textos francesos i alemanys, i el 1945 escrigué una novel·la Innoitus. Publicà algunes traduccions en finlandès d'autors europeus com els italians Goffredo Parise i Ignazio Silone, i entre totes aquestes convé destacar la seva versió del Decameró de Boccaccio que traduí conjuntament amb Vilho Hokkanen.

## Obres
Lingüística
- La métathèse de l'r dans les idiomes romans (1935)
- Observations sur le patois de la banlieue de Pau (1948)
- Syntaxe paloise (1948)

Divulgació
- Parlez-vous français? (1949)

Novel·la
- Innoitus (1945)

Traduccions
- Ignazio Silone: Leipä ja viini. Tammi 1946 (Pane e vino)
- Max Walther:  Tarjoilijan käsikirja; Tammi 1946 (Perfekt servering)
- Boccaccio : Decamerone; kuvittanut Arne Ungermann; täydellisestä italiankielisestä laitoksesta suomentaneet Ilmari Lahti ja Vilho Hokkanen. Tammi 1947, 2. painos 1948, 5. painos 1966, 6. painos 1973, 13. painos 1988, 15. painos 1999, 16. painos 2000
- Goffredo Parise: Kaunis pappi. Tammi 1957 (Il prete bello)
- J. B. Grundy: Frische dein Deutsch auf WSOY 1959 (Brush up your German again)
- W. G. Hartog: Repolissez votre français; WSOY 1959 (Brush up your French again)